# Garnidelia
I Garnidelia (ガルニデリア?, Garunideria); spesso reso graficamente come GARNiDELiA) sono un duo giapponese, composto dalla cantante Mai Mizuhashi, conosciuta con il suo nome d'arte "MARiA", e dal produttore discografico Yoshinori Abe, conosciuto con il suo nome d'arte "toku".

## Nome
Il nome del loro gruppo deriva dalla frase francese "le palais garnier de maria" (L’opera di Maria) e dall'asteroide Cordelia, che è stato scoperto nel 1978, anno della nascita di toku.

## Storia
Il duo ha collaborato per la prima volta alla canzone "Color", che è stata utilizzata come sigla dell’anime del 2010 Freezing.
Nel 2014, hanno debuttato sotto l'etichetta discografica Defstar Records con il singolo "Ambiguous", uscito il 5 marzo 2014, la cui canzone venne utilizzata come seconda opening dell’anime del 2013 Kill la Kill. Più tardi quell'anno, MARiA ha collaborato con il produttore di vocaloid Jin ed esibito la canzone "Daze", che è usato come opening dell'anime 2014 Kagerou Project. Il loro secondo singolo "Grilletto", pubblicato il 30 luglio 2014, è stato usato come opening dell'anime Mahōka kōkō no rettōsei. Il loro terzo singolo "Blazing", pubblicato il 29 ottobre 2014, è usato come opening dell'anime "Gundam Reconguista in G". Il loro album di debutto, Linkage Ring, è stato pubblicato il 21 gennaio 2015.
Il quarto singolo "MIRAI" di GARNiDELiA, pubblicato il 13 maggio 2015, è stato utilizzato come tema finale della serie anime Gunslinger Stratos. Il loro album "Birthia" è stato pubblicato il 26 agosto 2015, che contiene brani rifatti realizzati prima del loro singolo di debutto, come "ARiA", "SPiCa" e "ORiON". Il loro terzo singolo digitale "Burning Soul" è stato pubblicato il 13 aprile 2016. È stato usato come tema musicale per il gioco MMORPG Soul Worker. Il loro quinto singolo "Yakusoku -Promise Code-" (約束 -Promise code- Promise -Promise Code-), era disponibile in formato digitale 10 giorni prima della sua uscita il 17 agosto 2016; ed è stato usato come tema finale della serie anime Qualidea Code. I GARNiDELiA hanno collaborato con ClariS nel brano "Clever" pubblicato il 14 settembre 2016; la canzone è stata usata come tema finale di Qualidea Code. Il loro secondo album, Violet Cry, è stato pubblicato il 14 dicembre 2016. I GARNiDELiA sono passati all'etichetta discografica SACRA MUSIC sotto la Sony Music Entertainment Japan nell'aprile 2017. Il loro sesto singolo "Speed Star" è stato pubblicato il 14 giugno 2017; la canzone è usata come tema finale del film The Irregular at Magic High School The Movie: The Girl Who Calls the Stars. Il loro settimo singolo "Désir" (Desire) è stato pubblicato il 23 agosto 2017; la canzone è usata come tema finale dell'anime Fate / Apocrypha. Il loro ottavo singolo "Aikotoba" (ア イ コ ト バ Password) è stato pubblicato il 1 novembre 2017; la canzone è stata usata come sigla dell'anime Animegataris. Il loro nono singolo, "Error", è stato pubblicato digitalmente il 27 gennaio 2018 e ha ricevuto una versione fisica il 31 gennaio 2018; la canzone è usata come sigla della serie anime Beatless. Il loro terzo album G.R.N.D. è stato pubblicato il 28 marzo 2018. Il loro secondo album in stile eurodance "Kyouki Ranbu" (Wild 喜 乱舞 Dancing Wildly with Joy) è stato pubblicato il 26 settembre 2018; l'album contiene cover dance di MARiA, Miume e Niina (217), come Gokuraku Jodou, Kureha Itoshiuta, Tougen Renka, avra K'davarah, Lamb, Girls e PiNK CAT. Il loro decimo singolo, "Rebel Flag" è stato pubblicato digitalmente il 12 gennaio 2019 e ha ricevuto un'uscita fisica il 13 marzo 2019; la canzone è usata come tema finale della serie anime Magical Girl Spec-Ops Asuka. Alla fine dell’agosto 2019, lasciarono SACRA MUSIC dopo la scadenza del loro contratto con la società per ShiftBoys: i negoziati per l'offerta di canzoni a tema MH Rebels.

Il 4 dicembre 2019 pubblicano il loro compilation album GARNiDELiA BEST chiudendo definitivamente il loro contratto con SACRA MUSIC e Sony Music Japan.
Nell'agosto 2020 pubblicano il loro singolo digitale "star trail" sotto UNIVERSAL MUSIC JAPAN, firmando un contratto con quest'ultima.

Nell'ottobre 2020 pubblicano il loro nuovo singolo digitale "Secret Party" in occasione del "GARNiDELiA Presents HALLOWEEN MiRACLE WONDER PARTY 2020 @おうち編" tenuto insieme a MYTH & ROID, Konomi Suzuki e altri artisti.

Con la pubblicazione di questi 2 singoli digitali, il gruppo si prepara alla pubblicazione del loro quarto studio album Kishikaisei.

Il 30 ottobre 2020 rilasciano in anteprima la canzone principale dell'album, "Kishikaisei", come singolo digitale.

L'album verrà pubblicato il 25 novembre 2020 e sarà composto da 11 canzoni completamente nuove, tra cui "star trail", "Secret Party" e "Kishikaisei".
Alla fine della loro performance del one-man live "stellacage 2021" tenutosi al Billboard Live TOKYO il 20 e 21 marzo 2021, MARiA annuncia il suo primo album solista Utamonogatari, ringraziando calorosamente i suoi fan con un breve messaggio: "È un momento difficile per portare avanti cose nuove, ma sono davvero felice che tutti coloro che amano la nostra musica ci supportino continuamente. Sono felice di aver fatto del mio meglio durante questi 10 anni come cantante dei GARNiDELiA. Non ci sono errori nel percorso che hai intrapreso finora (riferendosi ai fan) e questo ti aprirà un nuovo percorso e ti permetterà di fare il passo successivo!". Dopo l'annuncio dell'album solista, MARiA pubblica sui suoi profili social un ulteriore messaggio: "Inizierò finalmente una carriera come cantante solista. Canto ormai da 18 anni, più della metà di questi come cantante dei GARNiDELiA. Ora come cantante solista vorrei imparare/provare molte cose. Questo progetto solista mi rende molto entusiasta di vedere quanto io possa imparare e crescere. Quello che guadagnerò da questa esperienza lo riporterò nei GARNiDELiA, che saranno sempre la mia casa, e potremo così ricombinare i nostri suoni".
Tramite questi messaggi, MARiA fa intendere che la sua attività da solista verrà svolta in parallelo a quella dei GARNiDELiA, continuando regolarmente la sua carriera nel gruppo.
L'album solista Utamonogatari uscirà il 26 maggio 2021.
 All'evento, inoltre, è stato annunciato che le attività di MARiA, toku e GARNiDELiA saranno trasferite all'etichetta discografica Pony Canyon Inc.

## Formazione
- Mai Mizuhashi – voce (2010 - presente)
- toku – musicista (2010 - presente)

## Discografia

### Album in studio
- 2015 – Linkage Ring
- 2016 – Violet Cry
- 2018 – G.R.N.D.
- 2020 – Kishikaisei.
- 2021 – Duality Code.

### Compilation Album
- 2015 – BiRTHiA
- 2018 – Kyokiranbu
- 2019 – GARNiDELiA BEST.

### EP
- 2010 – ONE
- 2012 – PLUSLIGHTS -21248931-